# سیچویت (حوزه سرشماری) ماساچوست
سیچویت (به انگلیسی: Scituate) یک منطقهٔ مسکونی در ایالات متحده آمریکا است که در شهرستان پلیموث، ماساچوست واقع شده‌است. سیچویت ۱۲٫۵ کیلومتر مربع مساحت و ۵٬۲۴۵ نفر جمعیت دارد و ۱۱ متر بالاتر از سطح دریا واقع شده‌است.